# Мунтень (комуна)
Мунтень, Мунтені (рум. Munteni) — комуна у повіті Галац в Румунії. До складу комуни входять такі села (дані про населення за 2002 рік):
- Мунтень (4427 осіб)
- Унгурень (1389 осіб)
- Фрунзяска (341 особа)
- Цигенешть (980 осіб)

Комуна розташована на відстані 196 км на північний схід від Бухареста, 72 км на північний захід від Галаца, 137 км на південь від Ясс, 145 км на схід від Брашова.

## Населення
За даними перепису населення 2002 року у комуні проживали 9894 особи.
Національний склад населення комуни:
| Національність   | Кількість осіб | Відсоток |
| ---------------- | -------------- | -------- |
| румуни           | 9375           | 94,8%    |
| цигани           | 516            | 5,2%     |
| угорці           | 1              | < 0,1%   |
| українці         | 1              | < 0,1%   |
| росіяни-липовани | 1              | < 0,1%   |

Рідною мовою назвали:
| Мова       | Кількість осіб | Відсоток |
| ---------- | -------------- | -------- |
| румунська  | 9381           | 94,8%    |
| циганська  | 510            | 5,2%     |
| угорська   | 1              | < 0,1%   |
| українська | 1              | < 0,1%   |
| російська  | 1              | < 0,1%   |

Склад населення комуни за віросповіданням:
| Релігія       | Кількість осіб | Відсоток |
| ------------- | -------------- | -------- |
| православні   | 9873           | 99,8%    |
| адвентисти    | 10             | 0,1%     |
| римо-католики | 3              | < 0,1%   |
| реформати     | 2              | < 0,1%   |